# Sissi : Naissance d'une impératrice

Sissi : Naissance d'une impératrice (Sisi) est une mini-série télévisée en deux parties, coproduite en 2009 par l'Autriche, l'Allemagne et l'Italie, sous la direction de Xaver Schwarzenberger. 

## Description
Produite avec un budget d'environ onze millions d'euros, le téléfilm relate la vie de l'impératrice Élisabeth de Wittelsbach — connue sous le nom de Sissi — depuis son mariage en 1854 avec François-Joseph Ier d'Autriche jusqu'en 1867, année du couronnement des empereurs autrichiens en tant que roi et reine de Hongrie. Il s'agit d'une coproduction européenne qui a également connu un grand succès en Autriche et en Allemagne, où elle a été accueillie froidement car l'Impératrice bien-aimée était une actrice italienne.

## Synopsis

### Épisode 1
Sissi se réjouit que sa sœur, Hélène de Bavière, soit promise à l'empereur d'Autriche, François-Joseph. Lorsque Sissi et le prince se rencontrent, il tombe immédiatement sous le charme de cette jeune fille spontanée. Il décide d'épouser Sissi à la place de sa sœur. La mère du jeune homme, l'archiduchesse Sophie, n'apprécie guère cette relation car Sissi est peu conventionnelle et ne se préoccupe guère de l'étiquette. La jeune Sissi ignore que son destin est sur le point de basculer.

### Épisode 2
Malgré la mort de sa fille, Sissi continue de remplir ses devoirs de mère, d'épouse et d'impératrice. La guerre frappe aux portes de l'empire et François-Joseph espère que Napoléon III le soutiendra dans son combat pour conserver la Lombardie. Mais il n'en est rien, Napoléon se range au côté du royaume de Savoie qui veut unifier l'Italie. De son côté, Sissi est en conflit avec sa belle-mère et les deux femmes s'affrontent souvent, surtout au sujet de l'éducation du prince héritier.

## Fiche technique
- Titre allemand : Sisi
- Réalisation : Xaver Schwarzenberger
- Scénario : Ivan Cotroneo, Monica Rametta et Christiane Sadlo
- Photographie : Xaver Schwarzenberger
- Musique : Pino Donaggio
- Genre : téléfilm biographique
- Durée : 200 min
- Diffusion :
  - Autriche : 16 décembre 2009 et 20 décembre 2009
  - Allemagne : 17 décembre 2009 et 20 décembre 2009
  - Italie : 28 février 2010 et 1er mars 2010 sur la chaîne Rai Uno.
  - Belgique : 17 décembre 2010
  - France : 22 décembre 2010

## Distribution
- Cristiana Capotondi (VF : Élisabeth Ventura) : l'impératrice Élisabeth de Wittelsbach
- David Rott (VF : Alexis Victor) : l'empereur François-Joseph Ier d'Autriche
- Martina Gedeck (VF : Frédérique Tirmont) : l'archiduchesse Sophie de Bavière
- Licia Maglietta (VF : Annie Le Youdec) : Duchesse Ludovica de Bavière
- Herbert Knaup (VF : Edgar Givry) : Maximilien en Bavière
- Xaver Hutter (VF : Damien Ferrette) : l'archiduc Ferdinand Max
- Franziska Stavjanik (VF : Pauline Larrieu) : Comtesse Esterhazy
- Fritz Karl (VF : Joël Zaffarano) : Comte Andrassy
- Katy Saunders (VF : Noémie Orphelin) : Ida Ferenczy
- Christoph von Friedl: Maximilien de Tour et Taxis
- Friedrich von Thun (VF : Jean-Claude Sachot) : Joseph Radetzky
- Federica De Cola : Charlotte de Belgique
- Erwin Steinhauer (VF : Richard Leblond) : Napoléon III
- Andrea Osvart : Eugénie de Montijo
- Dieter Kirchlechner (de) : Otto von Bismarck

Version française
- Studio de doublage : VSI Paris - Chinkel
- Direction artistique : Béatrice Delfe
  - Adaptation des dialogues : Émeline Bruley

 Selon le carton du doublage français télévisuel.

## Analyse

### Inexactitudes historiques
Bien que la fiction vise à raconter la vie de Sissi, il y a en fait plusieurs erreurs historiques :
- L'attaque manquée contre l'empereur François-Joseph a eu lieu en février 1853, c'est-à-dire plusieurs mois avant qu'il ne connaisse Sissi. En outre, l'empereur n'a signalé que des excursions mineures. Dans la minisérie, l'attaque a lieu plus tard et l'empereur est grièvement blessé.
- La première nuit de noces souveraines n'a pas été consommée le jour même du mariage, mais trois jours plus tard, et ne s'est pas déroulée dans le jardin de Schönbrunn.
- Max de Bavière, le père de Sissi, et Gyula Andrassy n'ont jamais été amis ; ils ne se connaissaient même pas.
- Sissi a appris le hongrois quand elle était déjà impératrice pendant les premières années de son mariage, et non alors qu'elle était enfant. Ce n'était pas son père qui le lui enseignait.
- Le nom du premier-né, Sophie, a été choisi par François Joseph et sa mère.
- La comtesse Esterhazy est montrée comme une « fausse amie » avec laquelle Sissi s'accorde immédiatement. En réalité, la comtesse n'a pas essayé de se lier d'amitié avec Sissi, et elle l'a détestée immédiatement.
- Quant aux funérailles de Maximilien, empereur du Mexique, la fiction se déroule quelques jours avant que Sissi et Franz ne deviennent roi et reine de Hongrie. En réalité, c'est arrivé quelques jours plus tard.
- La véritable couronne hongroise est surmontée d'une croix inclinée (un dommage dû aux pérégrinations de cette couronne), tandis que celle de la mini-série est droite.
- La présence d'un évêque orthodoxe au couronnement est quelque peu étrange car la Hongrie était catholique.
- La scène du bal masqué, où Sissi se fait appeler Gabriella, est partiellement inspirée d'un fait réel. La vraie Sissi ne portait pas une robe rouge (ce qui, par contre, était le cas de sa dame de compagnie Ida Ferenczy), mais jaune ; la scène ne s'est pas passée à Venise, mais à Vienne. L'impératrice n'a pas dansé avec Gyula Andrassy, mais avec un jeune homme nommé Fitz Pacher von Theinburg, avec qui elle a gardé une correspondance secrète pendant plusieurs années.